# Kiyonobu Okajima
Kiyonobu Okajima (født 30. juni 1971) er en tidligere japansk fodboldspiller.
Han har spillet for flere forskellige klubber i sin karriere, herunder Urawa Reds.